# Nadelhorn
Nadelhorn är ett 4 327 meter högt berg i Alperna i Schweiz.
Bergets topp liknar en spetsig pyramid, vad som kan vara en anledning till namnet (Nadel = nål). Enligt en annan förklaring syftar namnet på ett hål (nålsöga) som finns nära toppen.
Vid bergets norra sluttning börjar en glaciär (Riedgletscher). Nadelhorn bestegs första gängen den 16 september 1858 av Franz Andenmatten, Baptiste Epiney, Aloys Supersaxo och Joseph Zimmermann.